# Драгановец
Драгановец (болг. Драгановец) — село в Болгарии. Находится в Тырговиштской области, входит в общину Тырговиште. Население составляет 496 человек (2022).

## Политическая ситуация
В местном кметстве Драгановец, в состав которого входит Драгановец, должность кмета (старосты) исполняет Адем Ахмедов Адемов (Движение за права и свободы (ДПС)) по результатам выборов.
Кмет (мэр) общины Тырговиште — Красимир Митев Мирев (инициативный комитет) по результатам выборов.